# Мухаммед Надір-шах
Мухаммед Надір-шах (пушту محمد نادر شاه) — король Афганістану.

## Біографія
Мухаммед Надір народився 9 квітня 1883 року в індійському Дехрадуні. Представник роду Баракзай племені Мохаммадзай: його прадідом за батьком був султан Мухаммед-Хан Телаї, брат Дост Мухаммеда.
Мухаммед Надір-хан вперше потрапив в Афганістан у віці 18 років, коли британці та Абдуррахман дозволили його діду Яхья-хану повернутись із вигнання. Мухаммед Надір-хан став генералом Аманулли-хана й командував афганськими силами під час третьої англо-афганської війни. По війні Мухаммед Надір-хан став міністром оборони й послом Афганістану у Франції.
Невдовзі після початку повстання Бачаї Сакао Мухаммед Надір вирушив у вигнання через незгоду з політикою падишаха Аманулли. Коли Бачаї Сакао скинув Амануллу й захопив владу, Мухаммед Надір перебрався в Індію. Тут він заручився військовою підтримкою англійців, після чого повернувся до Афганістану. Поставши на чолі пуштунських племен Східної провінції, 13 жовтня 1929 року він захопив Кабул, а 15 жовтня був проголошений королем під ім'ям «Надір-шах». Бачаї Сакао було невдовзі схоплено і страчено.
Жорстоко розправившись з опозицією, яка підтримувала Амануллу, Надір створив нові структури державної влади. Уряд був сформований в основному з його родичів та найближчих соратників. У жовтні 1931 року була прийнята нова конституція. Надір-шах зробив великі поступки племенам, які підтримали його у боротьбі за владу: єдиним надпарламентським органом, який отримав право вносити поправки до Конституції, стала Лоя джирга (Рада племен).
У галузі зовнішньої політики було проголошено курс на нейтралітет і розвиток рівноправних відносин з усіма країнами, однак насправді режим Надір-шаха дотримувався чіткої орієнтації на Велику Британію. Тим не менше, потребуючи підтримки своєї незалежності з боку СРСР, у 1930 році афганськими військами були витіснені з території країни басмацькі банди Ібрагім-бека, що здійснювали розбійні напади на радянську територію. 24 червня 1931 року в Кабулі було підписано радянсько-афганську угоду про нейтралітет і взаємний ненапад терміном на п'ять років з автоматичним щорічним продовженням.
Надір-шах поставив політичне життя країни під жорсткий контроль, що виключав появу опозиції. Здійснена у 1932 році страта членів впливової родини Чархі, соратників еміра Аманулли, призвела до загального невдоволення режимом. За умов, коли політична опозиція була розбита, невдоволення режимом набіло форми індивідуального терору: у червні 1933 року в Берліні був убитий брат Надіра, посол Афганістану в Німеччині Мухаммед Азіз-хан. Слідом за цим стався замах на британського посла в Кабулі.
8 листопада 1933 року під час урочистої церемонії в ліцеї «Неджат» Мухаммед Надір-шах був застрелений учнем ліцею Абдул Халік Хазаром. Останнього було негайно заарештовано й засуджено до смертної кари через четвертування, його найближчі родичі (включаючи батька й дядька) — повішені.